# Milan Ružić
Milan Ružić (Rijeka, 25 juli 1955 – aldaar, 26 januari 2014) was een Kroatisch profvoetballer.

## Carrière
Hij slaagde in het seizoen 1976-77 in het eerste team te debuteren van NK Rijeka. Voor NK Rijeka speelde hij gedurende acht seizoenen (1976-1983) 176 competitiewedstrijden in het waarin hij 18 doelpunten had gescoord.
Internationale carrière bracht hij voort in België bij K. Beringen FC (1984), KAA Gent (1984-88) en KRC Harelbeke (1988-89). Zijn voetbalcarrière eindigde bij hoofdklasser HSV Hoek in Nederland.
| Seizoen   | Club           | Wedstrijden | Doelpunten | Competitie      |
| --------- | -------------- | ----------- | ---------- | --------------- |
| 1976/1977 | NK Rijeka      | 29          | 2          | Eerste Divisie  |
| 1977/1978 | NK Rijeka      | 30          | 0          | Eerste Divisie  |
| 1978/1979 | NK Rijeka      | 32          | 3          | Eerste Divisie  |
| 1979/1980 | NK Rijeka      | 26          | 5          | Eerste Divisie  |
| 1980/1981 | NK Rijeka      | 24          | 4          | Eerste Divisie  |
| 1980/1981 | NK Rijeka      | 16          | 0          | Eerste Divisie  |
| 1982/1983 | NK Rijeka      | 18          | 4          | Eerste Divisie  |
| 1983/1984 | NK Rijeka      | 1           | 0          | Eerste Divisie  |
| 1983/1984 | K. Beringen FC | 22          | 2          | Eerste Klasse   |
| 1984/1985 | AA Gent        | 28          | 5          | Eerste Klasse   |
| 1985/1986 | AA Gent        | 32          | 5          | Eerste Klasse   |
| 1986/1987 | AA Gent        | 24          | 1          | Eerste Klasse   |
| 1987/1988 | AA Gent        | 32          | 5          | Eerste Klasse   |
| 1988/1989 | KRC Harelbeke  | 22          | 3          | Tweede Klasse   |
| 1989/1990 | HSV Hoek       | -           | -          | Eerste Klasse B |

## Nationaal elftal
Voor de voormalige Joegoslavisch voetbalelftal speelde hij twee wedstrijden. Ružić debuteerde op 30 maart 1983 tegen Roemenië (2-0) in Timișoara. Later speelde hij ook mee op 7 juni 1983 in Luxemburg tegen Duitsland (2-4).